# 宮川村 (富山県婦負郡)
宮川村（みやかわむら）は、かつて富山県婦負郡にあった村。
村明の由来は、神通川の古名であったことと、当村を貫流する小川に宮川と称するものがあったことによる。

## 沿革
- 1889年（明治22年）4月1日 - 町村制の施行により、婦負郡広田村、下井沢新村、田屋村、田屋新村、中島村、浜子村、新屋村、横野村、成子村、余川村の区域の一部、上井沢村の区域の一部、萩島村の区域の一部、十五丁村の区域の一部、田中村の区域の一部、下井沢村の区域の一部、杉田村の区域の一部、薄島村の区域の一部、清水島村の区域の一部、道喜島村の区域の一部及び為成新村の区域の一部の区域をもって、婦負郡宮川村が発足する。
- 1955年（昭和30年）1月1日 - 婦負郡婦中町、朝日村、熊野村及び宮川村が合併して、婦負郡婦中町が発足する。

## 歴代村長
出典→
1. 吉田周作（1889年5月21日 - 1891年1月26日）
2. 山田久作（1891年2月12日 - 1897年1月15日）
3. 池内直里（1897年2月12日 - 1898年1月15日）
4. 山田久作（1898年2月17日 - 1899年1月12日）
5. 舟崎良英（1899年2月4日 - 1901年1月16日）
6. 池内利里（1901年3月7日 - 1905年3月6日）
7. 沢井重太郎（1905年3月17日 - 1906年3月7日）
8. 吉田伊八郎（1906年4月13日 - 1906年9月15日）
9. 斉藤与一郎（1906年10月2日 - 1908年3月25日）
10. 舟崎良英（1908年4月8日 - 1911年9月17日）
11. 山田久作（1911年10月18日 - 1914年2月10日）
12. 氷見市治（1914年2月22日 - 1915年10月21日）
13. 池内利里（1915年11月8日 - 1919年7月31日）
14. 舟崎良英（1919年8月29日 - 1921年5月27日）
15. 宮田喜治（1921年6月10日 - 1923年12月11日）
16. 池内利里（1923年12月22日 - 1926年8月17日）
17. 山田久作（1926年10月15日 - 1927年8月11日）
18. 斉藤与一郎（1927年8月16日 - 1930年5月14日）
19. 舟崎良英（1930年5月18日 - 1932年4月9日）
20. 池内佐次（1932年4月12日 - 1936年9月5日）
21. 山田顕義（1936年9月9日 - 1940年9月9日）
22. 沢井秀信（1940年9月10日 - 1941年12月10日）
23. 池内佐次（1941年12月11日 - 1942年10月26日）
24. 山田顕義（1942年10月31日 - 1945年12月9日）
25. 吉田雅康（1946年1月5日 - 1946年9月27日）
26. 池内佐次（1946年9月29日 - 1946年12月17日）
27. 清水徳義（1947年4月5日 - 1951年4月4日）
28. 吉田雅康（1951年4月23日 - 1954年12月31日）